# Eidgenössische Volksinitiative «Gegen den Bau von Minaretten»
Die Eidgenössische Volksinitiative «Gegen den Bau von Minaretten» war eine Volksinitiative, die vom Egerkinger Komitee (einer antiislamischen Organisation) mit Politikern der Schweizerischen Volkspartei (SVP) und der Eidgenössisch-Demokratischen Union (EDU) lanciert wurde. Ziel der Initiative war ein landesweites Verbot von Minarettneubauten. Der Bundesrat und das Parlament empfahlen die Ablehnung der Initiative. Der Souverän nahm die Initiative am 29. November 2009 mit einem Volksmehr von 57,5 : 42,5 und einem Ständemehr von 19 ½ : 3 ½ an.

## Initiative

### Initiativkomitee und Zustandekommen
Im Zusammenhang mit dem Schweizer Minarettstreit lancierte das Egerkinger Komitee mit Politikern der Schweizerischen Volkspartei (SVP) und der Eidgenössisch-Demokratischen Union (EDU) am 1. Mai 2007 die eidgenössische Volksinitiative Gegen den Bau von Minaretten (kurz: Minarett-Initiative), welche den Bau von Minaretten in der Schweiz untersagen wollte. Ursprünglich hatte das Initiativkomitee andere Aspekte in die Initiative einbeziehen wollen; so wurde im November 2006 mitgeteilt, «das Begehren solle sicherstellen, dass Zwangsehen, Anpassungen persönlicher Rachejustiz, Nicht-Anerkennung des staatlichen Gewaltmonopols sowie geschlechtsungleiche Auslegung der Schulpflicht von allem Anfang an unterbunden würden». Das Initiativkomitee stand unter der Führung der Nationalräte Ulrich Schlüer (SVP), Walter Wobmann (SVP) und Christian Waber (EDU) und umfasste insgesamt sechzehn Personen. Davon waren vierzehn Mitglieder der SVP (unter anderem Oskar Freysinger, Thomas Fuchs, Jasmin Hutter und Lukas Reimann) und zwei Mitglieder der EDU. Am 8. Juli 2008 reichten Vertreter des Initiativkomitees 113'540 gültige Unterschriften bei der Bundeskanzlei ein. Diese stellte am 29. Juli 2008 das formelle Zustandekommen der Initiative fest.

### Wortlaut der Initiative
Die Initiative hatte den folgenden Wortlaut.
Art. 72 Abs. 3 (neu)
Der Artikel 72 der Bundesverfassung regelt das Verhältnis zwischen Kirche und Staat.

## Argumente

### Argumente der Befürworter
Nach Ansicht der Initianten hat ein Minarett eine politische Dimension. Das Minarett sei ein religiös-politisches Machtsymbol, welches einen undemokratischen Alleinvertretungsanspruch zum Ausdruck bringe. Die Praktizierung des Glaubens stehe dabei nicht im Vordergrund. Zudem sei damit zu rechnen, dass ein Akzeptieren von Minaretten dazu führen werde, zukünftig auch den Muezzinruf zulassen zu müssen. Darüber hinaus gehöre ein Minarett nicht notwendigerweise zu einer Moschee und ein Verbot beeinträchtige die Religionsfreiheit der Muslime nicht. Ein Minarettverbot sei kein Verstoss gegen die Religionsfreiheit und gegen das Völkerrecht. Die Religionsfreiheit garantiere in erster Linie die freie Religionsausübung und diese würde durch ein Minarettverbot nicht tangiert, weil nicht Moscheen, sondern Minarette verboten würden.

### Argumente der Gegner
Laut dem Islamwissenschaftler Reinhard Schulze gehört das Minarett «zur Moschee wie der Kirchturm zur Kirche». Die ersten Minarette seien bereits rund 60 Jahre nach dem Tod des Propheten Mohammed vor 1500 Jahren entstanden und seien damit fester Bestandteil der historischen Tradition des Islam. Die Existenz von 160 so genannten «Hinterhofmoscheen» ohne Minarette, die es in der Schweiz gäbe, sei eher ein Beweis für ein Schattendasein der Muslime in der Schweiz. Der Bau von Minaretten sei ein Beitrag der Muslime, aus dem Schattendasein herauszutreten und sich in der Schweiz heimischer zu fühlen.

## Rechtliche Beurteilung der Initiative
Der neu eingeführte Absatz 3 zu Artikel 72 ist unmittelbar anwendbar. Die Bestimmung kann von den kantonalen Behörden somit direkt angewandt und umgesetzt werden. Es bedarf keines Gesetzes, das Art. 72 Abs. 3 konkretisiert.
Das Minarettverbot verletzt nach der Ansicht des Bundesrats, der Parlamentsmehrheit und der gesamten rechtswissenschaftlichen Literatur die Art. 9 und 14 EMRK. Für mindestens einen Teil der Muslime ist das Minarett sakral und nicht nur Ausdruck einer politischen Gesinnung. Der Europäische Gerichtshof für Menschenrechte hielt denn auch fest, dass das Verbot, Sakralbauten zu errichten, Art. 9 EMRK (Religionsfreiheit) verletze. Grundrechte wie die Religionsfreiheit in Art. 9 EMRK dürfen zwar eingeschränkt werden – was der Art. 72 Abs. 3 tut –, der Eingriff muss jedoch verhältnismässig sein. Das kategorische, keine Ausnahmen zulassende Verbot verletzt den Verhältnismässigkeitsgrundsatz.
Der Konflikt zwischen dem Minarettverbot und den völkerrechtlichen Menschenrechtsgarantien kann nicht durch Auslegung aufgelöst werden. Er kann nur aus dem Weg geräumt werden, wenn eine Vorschrift vor der andern zurücktritt. Wenn Art. 72 Abs. 3 zurücktritt, wird der Volkswille missachtet. Wenn die Menschenrechtsverträge verletzt werden, droht eine Verurteilung der Schweiz und ein damit einhergehender Reputationsschaden. In ständiger Rechtsprechung löst das Bundesgericht diesen Konflikt zugunsten des Völkerrechts auf (siehe Völkerrechtliche Verträge in der Schweiz). Es ist auch in diesem Fall von einem Anwendungsvorrang von Art. 9 und 14 EMRK auszugehen.
Die praktische Bedeutung dieses Konflikts ist begrenzt. Es gab Stand November 2024 keinen einzigen Fall, in dem einer Person das Bauen von Minaretten aufgrund von Art. 72 Abs. 3 verboten wurde. Ein Bauverbot ist in vielen Fällen gerechtfertigt, weil die Ordnung des Baupolizeirechts in den Nichtbauzonen ohnehin keinen Bau eines Minaretts oder einer anderen Baute zulässt.

## Wahlempfehlung von Parlament und Bundesrat
Bundesrat und Parlament lehnten die Initiative ab und empfahlen den Stimmberechtigten, ein Nein in die Urne zu legen. Das Parlament behandelte die Initiative zwischen März und Juni 2009. Der Nationalrat empfahl die Initiative mit 132 zu 51 Stimmen (bei 11 Enthaltungen) zur Ablehnung, der Ständerat mit 39 zu 3 Stimmen (bei 2 Enthaltungen). Der Bundesrat erklärte, die Initiative verletze die Glaubens- und Gewissensfreiheit sowie die Rechtsgleichheit und gefährde den Religionsfrieden in der Schweiz. Ein Bauverbot von Minaretten schränke Muslime in unzulässiger Weise ein, ihren Glauben öffentlich zu bekunden. Die Ziele der Initiative seien nicht vereinbar mit den Werten einer freien Gesellschaft und der direkten Demokratie.

## Abstimmungskampf

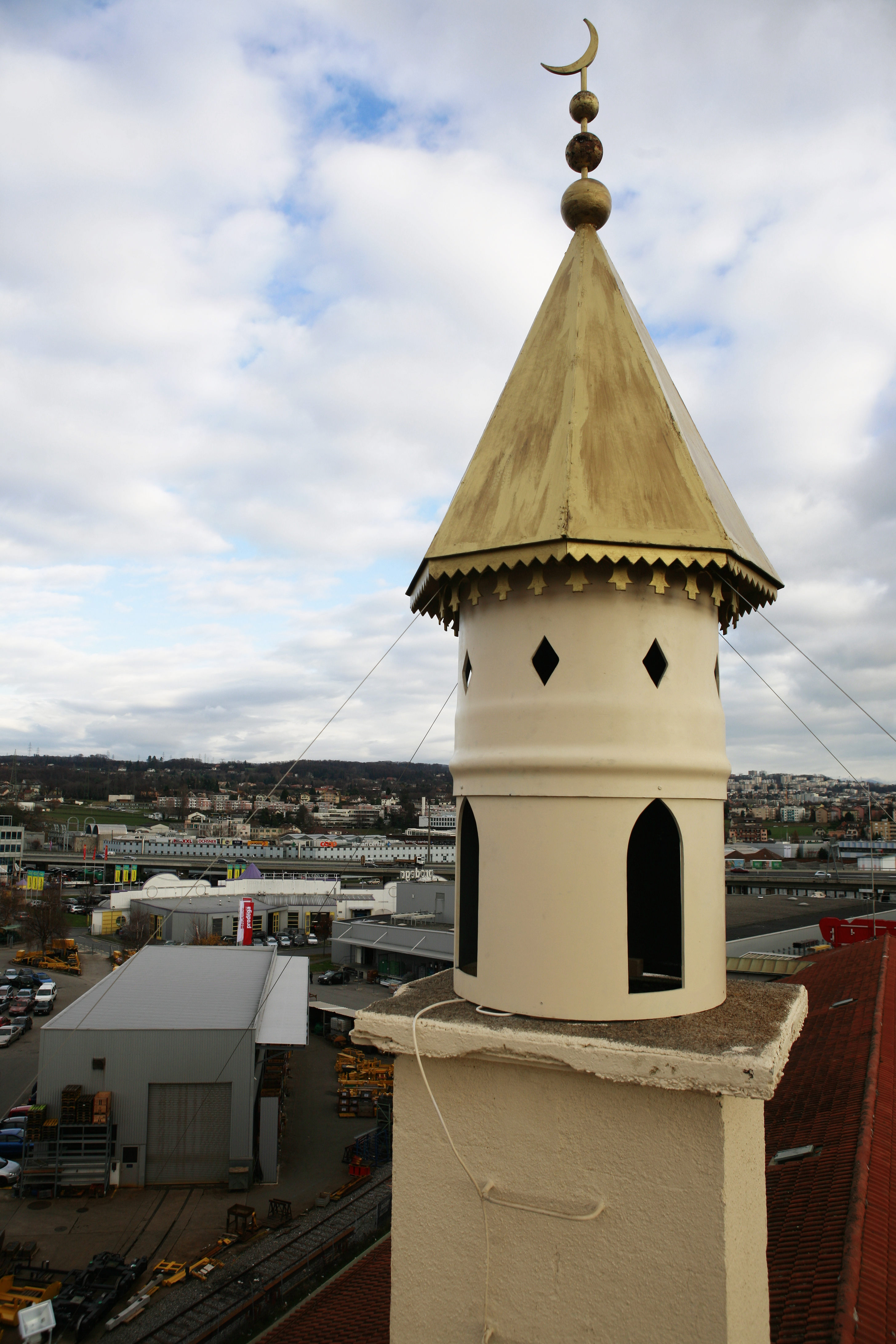
Karton-Minarett in Bussigny-près-Lausanne als Protest gegen die Volksinitiative

Im Vorfeld der Parlamentswahlen am 21. Oktober 2007 wurde von Initiativgegnern die Meinung geäussert, die Initiative sei eine populistische Wahlkampftaktik. Es wurde in Frage gestellt, ob das generelle Bauverbot von Minaretten in der Schweiz die Verbreitung islamistischer Ideologien, die der westlichen Gesellschaft gegenüber feindlich gesinnt sind, verhindern könne: «Es nütze wenig, gegen den Bau eines Minaretts zu kämpfen, ohne zu wissen, welche Aktivitäten in der Moschee angeboten würden. Wichtiger als das Minarett sei darum die Kontrolle der Aktivitäten in einer Moschee.»
Ein generelles Bauverbot von Minaretten wurde von Gegnern der Initiative zudem als dialogverhindernd erachtet: Ein Minarett sei für die Muslime ein Zeichen der Identität, wie religiöse Bauten für andere Religionsgemeinden, und es liege im Interesse der Religionsfreiheit (und des Landesfriedens), Muslimen Moscheen mit Minaretten zuzugestehen (unter anderen vertreten von Kurt Koch, dem damaligen Bischof des Bistums Basel und Präsidenten der Schweizer Bischofskonferenz).
Eine Kontroverse über die Meinungsfreiheit wurde mit dem Pro-Plakat des Initiativkomitees ausgelöst. Dieses zeigte eine Frau mit schwarzem Niqab vor einem liegenden Schweizer Kreuz, auf dem schwarze Minarette aufragen. Das Plakat wurde kritisiert, weil es Minarette wie Raketen darstelle. Auf Anfrage einzelner Kantone und Städte gab die Eidgenössische Kommission gegen Rassismus eine Analyse zum Plakat heraus und bezeichnete es als «Verunglimpfung und Diffamierung der friedlichen Schweizer Bevölkerung», da es den «öffentlichen Frieden stören» kann. Daraufhin wurde das Aufhängen der Plakate in einigen Städten und Kantonen verboten. Dies wurde vor allem aus rechten Kreisen, aber auch von einzelnen Vertretern der Linken kritisiert, was zu einer Debatte über Meinungsfreiheit und Zensur führte. Der Entwurf des Plakates stammte von Alexander Segert und seiner Werbeagentur Goal.
Die fünf bedeutendsten deutschsprachigen muslimischen Organisationen äusserten sich am 15. Mai 2007 in einem offenen Brief: «Wir sind davon überzeugt, dass die Mehrheit der Schweizer Bevölkerung solche Initiativen nicht mitträgt, werden dadurch doch erstmals die fundamentalen Grundwerte der Religionsfreiheit ausgehöhlt. Dadurch wird dem Ansehen der liberalen und neutralen Schweiz, sowohl in Europa als auch in der ganzen Welt, geschadet.»

## Abstimmungsergebnisse

### Nationales Ergebnis

Nur in den vier Kantonen Basel-Stadt (deutschsprachig), Genf, Neuenburg und Waadt (alle drei französischsprachig) wurde die Initiative abgelehnt.

Vorläufige amtliche Endergebnisse zur Volksabstimmung am 29. November 2009 über die Aufnahme des Wortlautes «Der Bau von Minaretten ist verboten.» in die Bundesverfassung:
| Kanton                           | Ja (%) | Nein (%) | Beteiligung (%) |
| -------------------------------- | ------ | -------- | --------------- |
| Aargau                           | 64,0   | 36,0     | 51,2            |
| Appenzell Ausserrhoden           | 63,7   | 36,3     | 57,3            |
| Appenzell Innerrhoden            | 71,4   | 28,6     | 49,7            |
| Basel-Landschaft                 | 59,9   | 40,1     | 50,5            |
| Basel-Stadt                      | 48,4   | 51,6     | 57,2            |
| Bern                             | 60,7   | 39,3     | 51,4            |
| Freiburg                         | 55,9   | 44,1     | 51,5            |
| Genf                             | 40,3   | 59,7     | 57,8            |
| Glarus                           | 68,8   | 31,2     | 46,9            |
| Graubünden                       | 58,6   | 41,4     | 45,6            |
| Jura                             | 51,2   | 48,8     | 50,0            |
| Luzern                           | 61,2   | 38,8     | 53,7            |
| Neuenburg                        | 49,2   | 50,8     | 53,9            |
| Nidwalden                        | 62,8   | 37,2     | 56,9            |
| Obwalden                         | 62,4   | 37,6     | 61,0            |
| Schaffhausen                     | 63,5   | 36,5     | 69,6            |
| Schwyz                           | 66,3   | 33,7     | 51,6            |
| Solothurn                        | 64,0   | 36,0     | 55,0            |
| St. Gallen                       | 65,9   | 34,1     | 53,8            |
| Tessin                           | 68,1   | 31,9     | 49,2            |
| Thurgau                          | 67,7   | 32,3     | 53,3            |
| Uri                              | 63,8   | 36,2     | 52,0            |
| Waadt                            | 46,9   | 53,1     | 52,8            |
| Wallis                           | 58,0   | 42,0     | 61,1            |
| Zug                              | 56,7   | 43,3     | 61,9            |
| Zürich                           | 51,8   | 48,2     | 54,9            |
| Schweizerische Eidgenossenschaft | 57,5   | 42,5     | 53,4            |

### Lokale Ergebnisse
Die Abstimmungsresultate auf Gemeindeebene zeigen ein Gefälle zwischen Stadt und Land. So lehnten in der Stadt Bern fast zwei Drittel der Stimmenden die Initiative ab, während im Berner Oberländer Amtsbezirk Frutigen zwei Drittel der Initiative zustimmten. In den vier Gemeinden mit bestehenden Minaretten (Zürich, Winterthur, Genf und Wangen bei Olten), wurde die Initiative in den drei Stadtgemeinden verworfen und in der Landgemeinde Wangen bei Olten angenommen.
Prozentzahlen der Ja-Stimmen (Pro Initiative) in den jeweiligen Zonen:
- Städtische Gemeinden: 54,2 %
- Ländliche Gemeinden: 65,9 %

Laut Medienberichten überwog der Stadt-Land-Graben gegenüber dem sogenannten Röstigraben.